# Eduard Duller

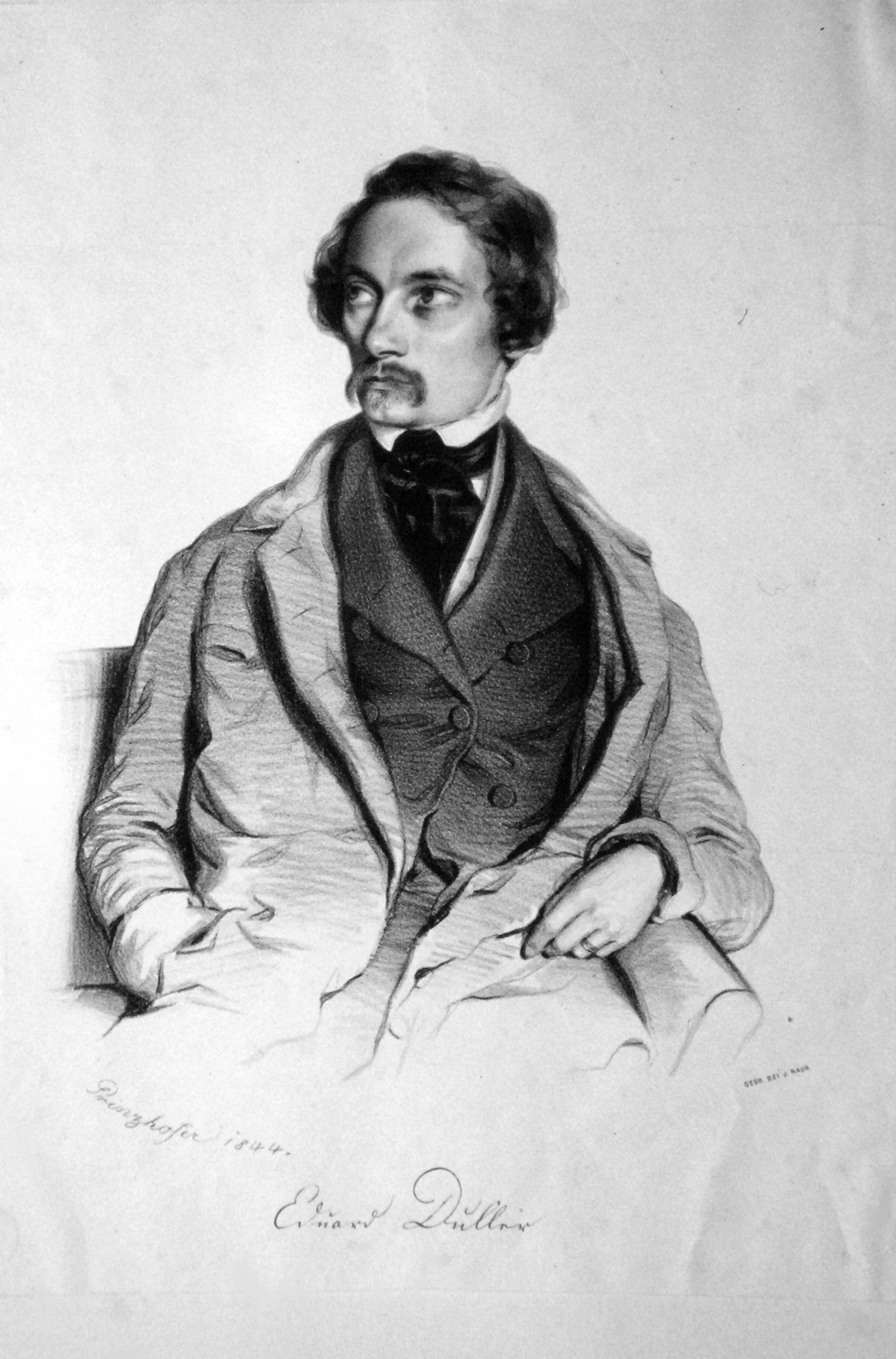
Eduard Duller, Lithographie von August Prinzhofer, 1844

Eduard Duller (* 18. November 1809 in Wien; † 24. Juli 1853 in Wiesbaden) war ein österreichisch-deutscher Dichter, Geschichtsschreiber und Geistlicher.

## Leben

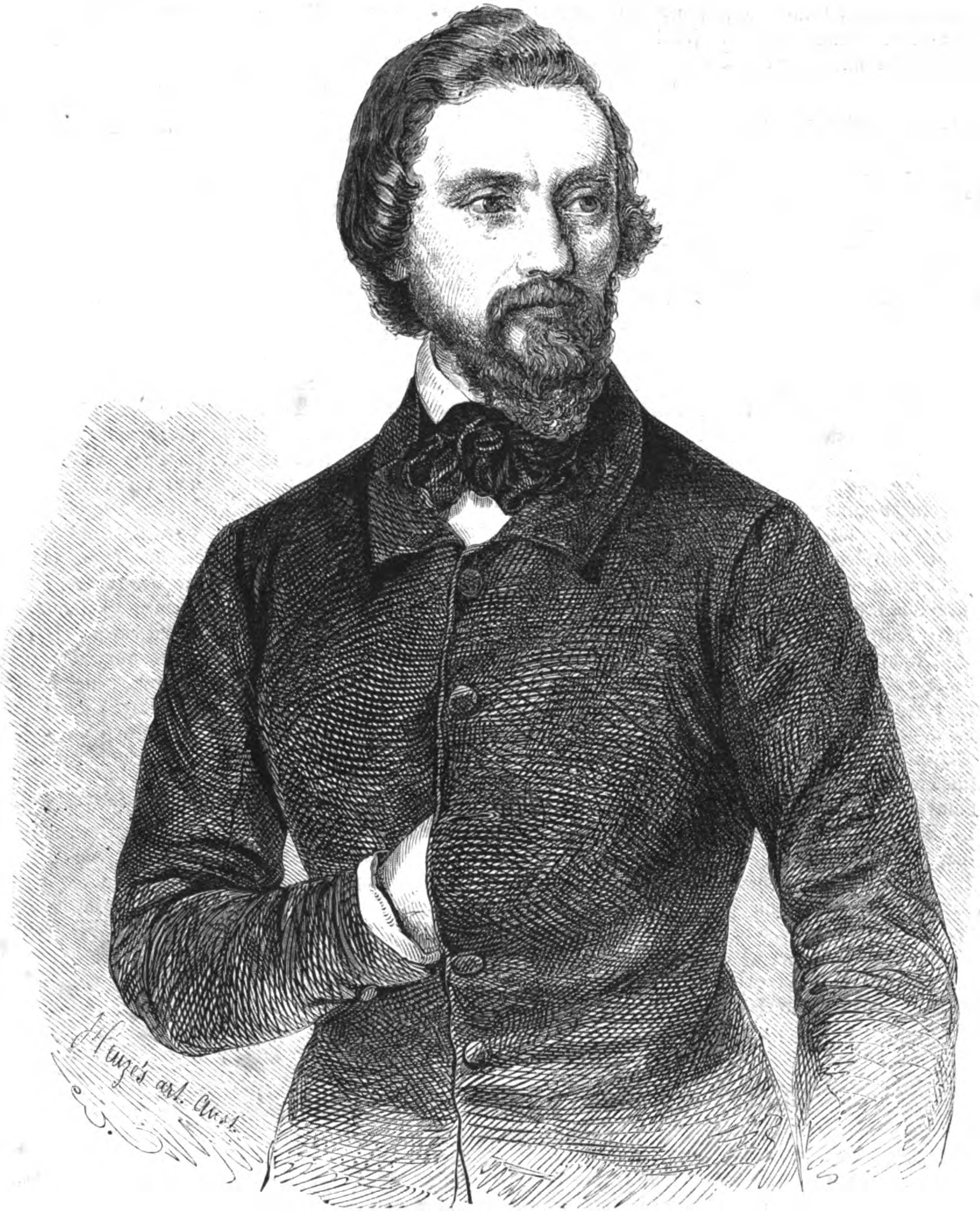
Eduard Duller

Eduard Duller wurde 1809 als Sohn eines Wiener Arztes geboren. Er studierte in Wien Philosophie und Rechtswissenschaft, versuchte sich aber zugleich in der schönen Literatur und brachte mit 17 Jahren das Drama Meister Pilgram zur Aufführung.
Wegen seiner fortschrittlichen humanistischen Gesinnung wurde er in Österreich unter dem Metternichschen System (Demagogenverfolgung) seiner Arbeitsgrundlage beraubt. Er verließ 1830 Österreich und ging zunächst nach München, wo er 1831 das Stück Die Wittelsbacher aufführte. Ein Jahr später siedelte er nach Trier über. Dort schloss er mit Friedrich von Sallet Freundschaft. In Trier zog er sich aber durch sein Drama Franz von Sickingen den Hass der Geistlichkeit zu. 1832 hatte er am Hambacher Fest teilgenommen.
1834 ging er nach Frankfurt am Main und brachte dort ab 1835 den Phönix. Frühlings-Zeitung für Deutschland. heraus. Das Literaturblatt für diese belletristische Zeitschrift, die unter anderem auch Vorabdrucke von Georg Büchner, Christian Dietrich Grabbe und anderer Vertreter des Vormärz aufnahm, besorgte bis zum Sommer 1835 Karl Gutzkow. Er war Mitglied der Frankfurter Freimaurerloge Sokrates zur Standhaftigkeit. 1836 siedelte Duller nach Darmstadt über, wo er bis 1849 blieb und an der deutschkatholischen Bewegung, die eine Loslösung des deutschen Katholizismus vom römischen Papst anstrebte, lebhaften Anteil nahm. Im pathetischen Stil des 19. Jahrhunderts schreibt er dazu:

„Da komme ich wieder auf das Werk einer freien deutschen katholischen Kirche zurück. Ich kann nicht anders; ich möchte als Wächter auf der Warte stehen und es in jeder Stunde des Tags und der Nacht allen deutschen Herzen zurufen – Ihr katholischen Priester und Laien Deutschlands, reicht euch die Hand zum Bunde, ohne Menschenfurcht; dem Mutigen für eine gerechte Sache steht Gott bei, und dies Deutschland, dieser Boden der Freiheit und Treue, soll nicht länger von Verknechtung durch Jesuiten und Römlinge entweiht werden. … Ihr evangelischen Brüder aber bildet die feste Wand um diesen Kampfplatz, auf dem die deutschen Katholiken stehen, die lebendige Mauer, die kein Jesuit und Römling durchbreche, um zu jenen hinanzudringen.... So, wenn die deutschen Katholiken von Rom unabhängig geworden, wird der große Tag des Friedens über einem einigen Deutschland aufgehen; und sei es nach härtesten Mühen, ein freies Dasein, die Ehre und Sittlichkeit einer Nation sind solcher Mühen wert.“

Schließlich wechselte er ein weiteres Mal seinen Wohnort und ging nach Mainz. Dort wurde er 1851 Prediger der deutschkatholischen Gemeinde. Als Wilhelm Emmanuel Freiherr von Ketteler 1850 Bischof von Mainz wurde, kam es zu einer heftigen Auseinandersetzung, da Ketteler die Deutsch-katholische Bewegung mit aller Macht bekämpfte. Da Duller die Anerkennung als Prediger durch die Regierung des Großherzogtums Hessen-Darmstadt versagt wurde, ging er nach Wiesbaden. Dort starb er im Juli 1853. Sein Grab befindet sich auf dem Mainzer Hauptfriedhof.
Duller hat nicht nur als Dichter und Novellist, sondern später auch als Geschichtsschreiber eine rege Tätigkeit entwickelt. Er steht damit im modernen Denken auf der Höhe seiner Zeit. Einen herausragenden Platz seines Schaffens aus heutiger Sicht nimmt die populäre Darstellung der Geschichte des Jesuitenordens Die Jesuiten, wie sie waren und wie sie sind ein. Er deckt seiner Meinung nach hier die meist im Verborgenen stattfindenden kriminellen Aktivitäten des Ordens sowie seine moral- und gesellschaftsschädigenden Maximen auf. An vielen Beispielen zeigt er den Missbrauch der Religion durch die katholische Kirche. In seinem Buch heißt es dazu:

„Gleichwohl hat sich jene jesuitische Lüge: ‚als ob nur jener Fürst, nur jener Staat sicher sein könne, der sich der Vormundschaft des Ordens und überhaupt der Kirche völlig überlasse,‘ noch lange, selbst bis auf den heutigen Tag, geltend gemacht; die Schwachen im Geiste glauben daran, weil sie mit blöden Augen das heilige und erhabene Wesen der Religion, ohne welche keine Familie, und um wie viel weniger ein Staat bestehen kann, nur im Gewand der Kirche, und zwar der römischen, wahrzunehmen vermögen und es mit der Priesterherrschaft völlig vermengen.“

## Werke
Novellistische und lyrische Arbeiten:
- Der Antichrist. Novelle. (Teil 1), (Teil 2). (Leipzig 1833, 2 Bände). (Online bei ALO).
- Kronen und Ketten (Frankfurt 1835, 3 Bände).
- Loyola (Frankfurt 1836, 3 Bände).
- Kaiser und Papst (Leipzig 1838, 4 Bände) die wertvollsten.
- Der Fürst der Liebe (Leipzig 1842, 2. Aufl. 1854).
- Gesammelten Gedichte (Berlin 1845; neue Ausg., Leipzig 1877).

Geschichtsschreibung:
- Vaterländische Geschichte (Frankfurt 1852–57, 5 Bände; Mikrofiche-Ausgabe ISBN 3-598-50604-X), nach Dullers Tod von Karl Hagen fortgeführt.
- Geschichte des deutschen Volkes (Leipzig 1840, 3. Ausl. 1846; neu bearbeitet von William Pierson, Berlin 1861; 6. Aufl. 1877).
- Die Jesuiten, wie sie waren und wie sie sind (Leipzig 1845; 3. Aufl., Brandenb.1861).
- eine Fortsetzung von Schillers Geschichte des Abfalls der Vereinigten Niederlande (Köln 1841, 3 Bände).
- Maria Theresia (Wiesbaden 1844, 2 Bände).
- Erzherzog Carl von Österreich (Wien 1847, Illustrationen Moritz von Schwind).
- (Hrsg.): Die Männer des Volks dargestellt von Freunden des Volks. Johann Valentin Meidinger, Frankfurt 1847–50. 8 Bände (Digitalisat des ersten Bandes).